# Klings
Klings este o comună din landul Turingia, Germania.